# الآثار الاقتصادية للسلام (كتاب)
الآثار الاقتصادية للسلام أو العواقب الاقتصادية للسلام (بالإنجليزية: The Economic Consequences of the Peace)‏ (1919) هو كتاب نشره الاقتصادي البريطاني جون مينارد كينز. بعد الحرب العالمية الأولى، حضر كينز مؤتمر باريس للسلام عام 1919 حيث كان مندوباً من الخزانة البريطانية. دافع في كتابه عن سلام أكثر سخاء ليس من منطلق الرغبة في العدالة أو الإنصاف - هذه هي جوانب السلام التي لا يتعامل معها كينز - ولكن من أجل الرفاهية الاقتصادية لأوروبا كلها والتي ستمنعها معاهدة فرساي والمعاهدات المرتبطة بها.
كان الكتاب من أكثر الكتب مبيعًا في جميع أنحاء العالم وكان حاسماً في تكوين رأي عام بأن المعاهدات كانت «سلام قرطاجي» مصمم لسحق القوى المركزية المهزومة وخاصة ألمانيا. وساعدت على تقوية الرأي العام الأمريكي ضد المعاهدات وضد الانضمام إلى عصبة الأمم. كان تصور الكثير من الجمهور البريطاني بأن ألمانيا قد عوملت بشكل غير عادل، وهذه بدوره عاملاً حاسماً في الدعم العام اللاحق لاسترضاء هتلر.
أدى نجاح الكتاب إلى ترسيخ سمعة كينز الخبير اقتصادي وخاصة عند الحركات اليسارية. شكل الكتاب أساساً للأفكار التي طرجها كينز عندما كان لاعباً رئيسياً في تأسيس نظام بريتون وودز في عام 1944، حيث تذكر الدروس المستفادة من فرساي وكذلك الكساد الكبير. كانت خطة مارشال التي صدرت لإعادة بناء أوروبا بعد الحرب العالمية الثانية مشابهة للنظام الذي اقترحه كينز في العواقب الاقتصادية للسلام.

## نظرة عامة
غادر كينز جامعة كامبريدج للعمل في وزارة الخزانة في عام 1915 وعمل على تمويل المجهود الحربي خلال الحرب العالمية الأولى. وقد أزعج ذلك العديد من الأعضاء المسالمين في مجموعة بلومزبري التي كان عضواً فيها. أرسل إليه ليتون ستراشي ملاحظة في عام 1916 يسأل كينز عن سبب استمرار عمله في وزارة الخزانة.
سرعان ما اكتسب كينز سمعة كبيرة وأصبح واحداً من أكثر رجال وزارة الخزانة قدرة ما جلعه يُسافر إلى مؤتمر فرساي ليكون مستشاراً للحكومة البريطانية. قبل المؤتمر قال إنه يفضل عدم وجود تعويضات أو أن التعويضات الألمانية يجب أن تقتصر على 2000 مليون جنيه إسترليني. واعتبر أنّه يجب أن يكون هناك إعفاء عام من ديون الحرب وهذا ما سيعود بالفائدة على بريطانيا. وأراد كينز من حكومة الولايات المتحدة إطلاق برنامج ائتماني واسع النطاق لإعادة أوروبا إلى الازدهار في أسرع وقت ممكن.
كان قلقه العام هو أن مؤتمر فرساي يجب أن يهيئ الظروف للانتعاش الاقتصادي. لكن المؤتمر ركز المؤتمر على الحدود والأمن القومي. وحُددّت التعويضات في مستوى رآى كينز فيه أنّه سيدمر أوروبا. رفض وودرو ويلسون رئيس الولايات المتحدة الذي مثل بلاده في المؤتمر الموافقة على الإعفاء من ديون الحرب ولم يناقش مسؤولو وزارة الخزانة الأمريكية حتى برنامج الائتمان.
خلال المؤتمر تدهورت صحة كينز، واستقال من منصبه في 26 مايو 1919 كاحتجاج واحباط، قبل توقيع معاهدة فرساي في 28 يونيو. عاد إلى كامبريدج وكتب الآثار الاقتصادية للسلام على مدى شهرين في الصيف. ليصبح الكتاب الأكثر مبيعاً وذا تأثير كبير خاصة لأولئك الذين لديهم بالفعل شكوك حول المعاهدة كما تم وصفها بأنها «خطبة لاذعة».

## المحتويات

### المؤتمر
وصف كينز المؤتمر بأنه صراع القيم ووجهات النظر العالمية للقادة الرئيسيين الأكثر نفوذا مما أدى إلى تأليب ما يسمى «التقاليد المتهكمة لسياسات القوة الأوروبية [ضد] الوعد بنظام أكثر استنارة.»
يصف كينز الرئيس الأمريكي ويلسون بأنه حارس آمال الرجال ذوي النوايا الحسنة لجميع الأمم.

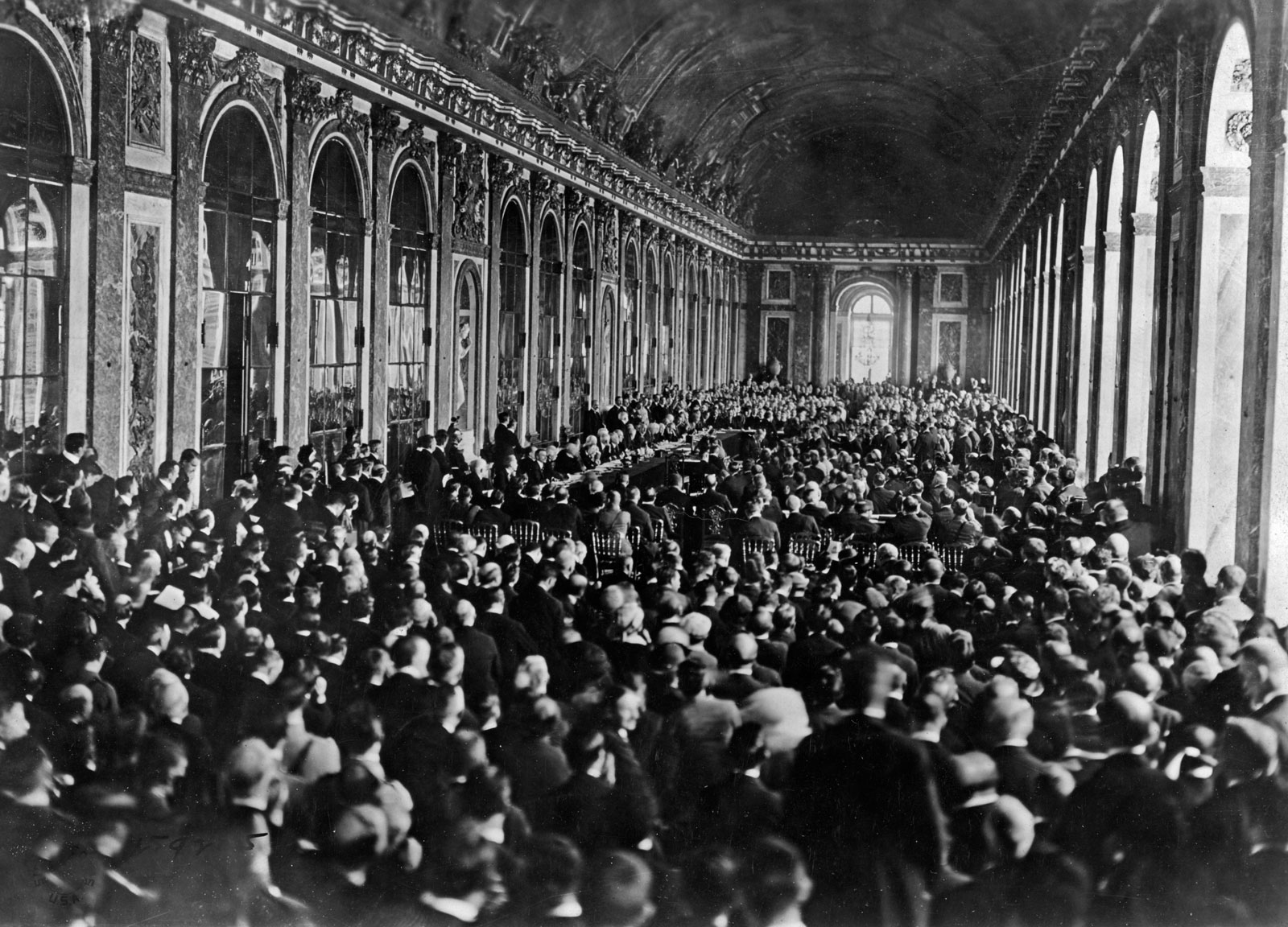
توقيع معاهدة فرساي في 28 يونيو 1919 في قاعة المرايا بقصر فرساي

لخص رئيس الوزراء الفرنسي جورج كليمنصو نتيجة المؤتمر:

### المعاهدة
البنائ الأساسي للكتاب هو لتقييم المعاهدة
- أولاً: يجادل كينز بصفته خبير اقتصادي بأن أوروبا لا يمكن أن تزدهر بدون نظام اقتصادي عادل وفعال ومتكامل؛ وهذا أمر مستحيل بموجب الشروط الاقتصادية للمعاهدة.
- ثانياً: التزم الحلفاء في اتفاقية الهدنة بالمبادئ الحاسمة فيما يتعلق بالتعويضات والتعديلات الإقليمية والإنصاف في الأمور الاقتصادية، والتي انتُهكت مادياُ بموجب المعاهدة.

حاول كينز أن يُراجع الحقائق التي وُقعت الاتفاقية بموجبها بين الحلفاء وألمانيا وذكّر بالمبادء الأربع عشر للرئيس ويلسون وهي المبادئ المُتفق عليها قبل الهدنة. كينز لخص المبادئ الأربع عشر وعناوين ويلسون الأُخرى التي كانت جزءً من الاتفاقية وأشار للانتهاك المادي للشروط المتعلقة بالتعويضات والتعديلات الإقليمية والتسوية الاقتصادية العادلة، واعتبر الانتهاك وصمة عار على شرف الحلفاء الغربيين وسبب أساسي لحرب مستقبلية. بالنظر إلى أنه كان يكتب في عام 1919، فإن تنبؤاته بأن الحرب القادمة ستبدأ بعد عشرين عامًا كانت دقة خارقة.

### أوروبا
واحدة من أخطر التهم التي وجهها كينز إلى المعاهدة ومن أشرفو على إنشائِها هي أنها لم تهتم على الإطلاق بالمستقبل الاقتصادي لأوروبا:
توقع كينز أسباب ارتفاع التضخم والركود الاقتصادي في أوروبا ما بعد الحرب وأيّد أفكار لينين القائلة بأنّ أفضل طريقة لتدمير النظام الرأسمالي هي إفساد العُملة من خلال التضخم الذي يسمح للحكومات أن تُصادر جزءً من ثروة مواطنيها دون مُراقبة وبشكل تعسفي،

### بلغات أجنبية
1. ↑  John Maynard (1920). The economic consequences of the peace (بالإنجليزية). New York: Harcourt, Brace and Howe. OCLC:174057. Archived from the original on 2020-12-24.
2. ↑  John Maynard (2019). Michael (ed.). The Economic Consequences of the Peace: With a new introduction by Michael Cox (بالإنجليزية). Palgrave Macmillan. ISBN:978-3-030-04758-0. Archived from the original on 2021-05-20.
3. 1 2  Strachan 2003، صفحة 333.
4. ↑  Albrecht-Carrié 1965، صفحة 114.
5. ↑  Stevenson 2004، صفحة 417.
6. ↑  Keynes 1919، صفحات 34–35.
7. ↑  Keynes 1919، صفحات 31–32.
8. ↑  Keynes 1919، صفحات 52, 55.
9. ↑  Keynes 1919، صفحات 56–57.
10. ↑  Keynes 1919، صفحات 211–12.
11. ↑  Keynes 1919، صفحة 220.
12. ↑  Keynes 1919، صفحة 223.

### المعلومات الكاملة للمراجع
- Albrecht-Carrié، René (1965). The Meaning of the First World War. Englewood Cliffs, New Jersey: Prentice-Hall.
- Keynes، John Maynard (1919). The Economic Consequences of the Peace (ط. 1). London: Macmillan & Co., Limited. ص. 279. اطلع عليه بتاريخ 2016-06-02 – عبر Internet Archive.
- Strachan، Hew (2003). The First World War. New York: Penguin. ISBN:0-14-303518-5.